# Edgefield (Carolina del Sud)
Edgefield és una població dels Estats Units a l'estat de Carolina del Sud. Segons el cens del 2000 tenia 4.449 habitants.

## Demografia
Segons el cens del 2000, Edgefield tenia 4.449 habitants, 1.080 habitatges i 697 famílies. La densitat de població era de 422,1 habitants/km².
Dels 1.080 habitatges en un 28,9% hi vivien nens de menys de 18 anys, en un 37,8% hi vivien parelles casades, en un 23,2% dones solteres, i en un 35,4% no eren unitats familiars. En el 32,9% dels habitatges hi vivien persones soles el 16,9% de les quals corresponia a persones de 65 anys o més que vivien soles. El nombre mitjà de persones vivint en cada habitatge era de 2,34 i el nombre mitjà de persones que vivien en cada família era de 2,96.
Per edats la població es repartia de la següent manera: un 14,1% tenia menys de 18 anys, un 9% entre 18 i 24, un 44,1% entre 25 i 44, un 20% de 45 a 60 i un 12,8% 65 anys o més.
L'edat mediana era de 36 anys. Per cada 100 dones de 18 o més anys hi havia 221,4 homes.
La renda mediana per habitatge era de 24.977 $ i la renda mediana per família de 30.721 $. Els homes tenien una renda mediana de 25.478 $ mentre que les dones 23.462 $. La renda per capita de la població era de 8.125 $. Entorn del 20,7% de les famílies i el 25% de la població estaven per davall del llindar de pobresa.

## Poblacions més properes
El següent diagrama mostra les poblacions més properes.